# Keith Godchaux
Keith Richard Godchaux (19 de julho de 1948 – 23 de julho de 1980) foi um músico estadunidense, mais conhecido por seu trabalho no Grateful Dead, uma banda de rock progressivo.

## História
Keith Godchaux nasceu em Seattle, Washington, e cresceu na cidade de Concord, na Califórnia. Ele conheceu e se casou com Donna Jean Godchaux em 1970. O casal teve um filho, Zion, da banda BoomBox, nascido em 1974.
O casal se apresentou a Jerry Garcia (do Grateful Dead) em um show no ano de 1971. Naquela época, Godchaux já havia feito apresentações com Dave Mason (da banda Traffic). Ele também era conhecido de Betty Cantor-Jackson, o engenheiro de som do Grateful Dead. O seu primeiro show com o Grateful Dead ocorreu em 19 de outubro de 1971 no "Northrop Auditorium" da Universidade de Minnesota, substituindo Ron "Pigpen" McKernan, que na época ainda estava hospitalizado.
Em 1972, e por muito tempo em sua carreira, Godchaux tocou piano acústico. Entretanto, nos anos de 1973 e 1974, ele tocou bastante um Fender Rhodes. O estilo provocativo de Godchaux era derivado do jazz, o que serviu para colaborar com as longas improvisações da banda. Durante toda a sua carreira no Grateful Dead, a sua única contribuição (tanto na parte lírica, quanto na parte vocal) foi na música "Let Me Sing Your Blues Away", do álbum "Wake of the Flood". Essa música foi tocada apenas cinco vezes em todo o ano de 1973. Em 1979, Godchaux acabou sendo substituído por Brent Mydland.
Keith e Donna Godchaux também organizaram a maior parte do álbum "Keith and Donna", que eles gravam juntos em 1975. O álbum contou com a participação de Jerry Garcia e foi gravado na casa do casal, em Stinson Beach, onde eles viveram durante a maior parte dos anos 70. Por outro lado, eles foram membros da Jerry Garcia Band, banda que Jerry fundou em 1975. Após a carreira de Godchaux no Grateful Dead, ele e sua esposa formaram a banda The Heart of Gold Band.
Godchaux morreu em um acidente de carro em julho de 1980. O acidente ocorreu no Condado de Marin, na Califórnia. Ele tinha 32 anos.